# Willem VI van Gulik
Willem VI van Gulik, soms ook Willem V van Gulik genoemd en als markgraaf en hertog bekend onder de naam Willem I (circa 1299 - 26 februari 1361), was van 1328 tot 1336 graaf, van 1336 tot 1356 markgraaf en van 1356 tot aan zijn dood hertog van Gulik. Hij behoorde tot het huis Gulik-Heimbach-Berge.

## Levensloop
Willem VI was de oudste zoon van graaf Gerard V van Gulik en diens eerste naamloze echtgenote, dochter en erfgename van graaf Willem van Kessel. In 1328 volgde hij zijn vader op als graaf van Gulik. 
Willem was in zijn tijd een politiek sleutelfiguur, aangezien hij de schoonbroer was van zowel koning Eduard III van Engeland als keizer Lodewijk de Beier. Hij spendeerde enorme sommen geld om zijn jongere broer Walram in 1332 benoemd te krijgen tot aartsbisschop van Keulen, om zo de vijandigheden tussen Keulen en Gulik te beëindigen. In 1337 speelde hij een cruciale rol in het tot stand brengen van de Engels-Duitse alliantie die zou leiden tot het begin van de Honderdjarige Oorlog. 
Willem was een belangrijke bondgenoot van keizer Lodewijk de Beier en hij steunde in de Successieoorlog in het hertogdom Karinthië tijdelijk het huis Habsburg tegen het huis Luxemburg. Nadat de Engels-Duitse alliantie ineenstortte en keizer Lodewijk de Beier was overleden, ging Willem een alliantie aan met keizer Karel IV uit het huis Luxemburg. In 1352 voerde hij in Heinsberg-Valkenburg/Monschau een erfbelasting in.
Via de invloed van zijn broer Walram, de aartsbisschop van Keulen, kreeg Willem VI verschillende belangrijke posities en in de Honderdjarige Oorlog diende hij tijdelijk als veldheer in Vlaanderen. Zijn zoons vochten tegen hem in een opstand van een deel van de ridders in Gulik die zich verzetten tegen inclusie in de groeiende territoriale staat. In 1349 werd Willem gevangengezet, maar in 1351 werd hij wegens de hoge publieke druk terug vrijgelaten.
In 1336 werd het graafschap Gulik door keizer Lodewijk de Beier verheven tot een markgraafschap. In 1356 verhief keizer Karel IV Gulik vervolgens tot hertogdom. Ook voerde hij een slimme huwelijkspolitiek door zijn zoon Gerard uit te huwelijken met Margaretha van Ravensberg, de erfgename van de graafschappen Berg en Ravensberg, wat ervoor zorgde dat Willem territorium kon toevoegen aan het huis Gulik. Bovendien was hij van 1340 tot aan zijn dood graaf van Cambridge. 
Willem stierf in 1361, waarna zijn tweede zoon Willem II hem opvolgde als hertog van Gulik. Hij werd begraven in Nideggen.

## Huwelijk en nakomelingen
Op 26 februari 1324 huwde hij in Keulen met Johanna van Henegouwen (1315-1374), dochter van graaf Willem I van Henegouwen. Ze kregen volgende kinderen:
- Gerard (1325-1360), graaf van Berg en Ravensberg
- Willem II (1327-1393), hertog van Gulik
- Richardis (overleden in 1381), huwde voor 1355 met graaf Engelbert III van der Mark
- Philippa (overleden in 1390), huwde in 1357 met graaf Godfried II van Heinsberg
- Reinoud, jong gestorven
- Johanna (overleden voor 1367), huwde in 1352 met Willem I van Isenburg, graaf van Wied
- Elisabeth (1330-1411), huwde in 1348 met graaf Jan van Kent en daarna met heer Eustaas van Aubrechicourt

## Voorouders
| Voorouders van Willem II van Gulik | Voorouders van Willem II van Gulik                         | Voorouders van Willem II van Gulik                         | Voorouders van Willem II van Gulik                                    | Voorouders van Willem II van Gulik                                    | Voorouders van Willem II van Gulik | Voorouders van Willem II van Gulik | Voorouders van Willem II van Gulik | Voorouders van Willem II van Gulik |
| ---------------------------------- | ---------------------------------------------------------- | ---------------------------------------------------------- | --------------------------------------------------------------------- | --------------------------------------------------------------------- | ---------------------------------- | ---------------------------------- | ---------------------------------- | ---------------------------------- |
| Overgrootouders                    | Willem III van Gulik (-1218) ∞ Mathilde van Limburg (-)    | Willem III van Gulik (-1218) ∞ Mathilde van Limburg (-)    | Gerard III van Gelre (1185-1229) ∞ Margaretha van Brabant (1190-1231) | Gerard III van Gelre (1185-1229) ∞ Margaretha van Brabant (1190-1231) | ? (-) ∞ ? (-)                      | ? (-) ∞ ? (-)                      | ? (-) ∞ ? (-)                      | ? (-) ∞ ? (-)                      |
| Grootouders                        | Willem IV van Gulik (1210-1278) ∞ Margaretha van Gelre (-) | Willem IV van Gulik (1210-1278) ∞ Margaretha van Gelre (-) | Willem IV van Gulik (1210-1278) ∞ Margaretha van Gelre (-)            | Willem IV van Gulik (1210-1278) ∞ Margaretha van Gelre (-)            | Willem van Kessel (-) ∞ ? (-)      | Willem van Kessel (-) ∞ ? (-)      | Willem van Kessel (-) ∞ ? (-)      | Willem van Kessel (-) ∞ ? (-)      |
| Ouders                             | Gerard V van Gulik (1250-1328) ∞ ?                         | Gerard V van Gulik (1250-1328) ∞ ?                         | Gerard V van Gulik (1250-1328) ∞ ?                                    | Gerard V van Gulik (1250-1328) ∞ ?                                    | Gerard V van Gulik (1250-1328) ∞ ? | Gerard V van Gulik (1250-1328) ∞ ? | Gerard V van Gulik (1250-1328) ∞ ? | Gerard V van Gulik (1250-1328) ∞ ? |
| Willem VI van Gulik (1299-1361)    |                                                            |                                                            |                                                                       |                                                                       |                                    |                                    |                                    |                                    |